# Vals, Ariège
Vals är en kommun i departementet Ariège i regionen Occitanien i södra Frankrike. Kommunen ligger  i kantonen Mirepoix som ligger i arrondissementet Pamiers. År 2022 hade Vals 87 invånare.

## Befolkningsutveckling
Antalet invånare i kommunen Vals
Referens: INSEE